# Cantone di Pays de Montaigne et Gurson
Il Cantone di Pays de Montaigne et Gurson è una divisione amministrativa dell'arrondissement di Bergerac.
È stato costituito a seguito della riforma approvata con decreto del 21 febbraio 2014, che ha avuto attuazione dopo le elezioni dipartimentali del 2015.

## Composizione
Comprende i seguenti 20 comuni:
- Bonneville-et-Saint-Avit-de-Fumadières
- Carsac-de-Gurson
- Fougueyrolles
- Lamothe-Montravel
- Minzac
- Montazeau
- Montcaret
- Montpeyroux
- Nastringues
- Port-Sainte-Foy-et-Ponchapt
- Saint-Antoine-de-Breuilh
- Saint-Géraud-de-Corps
- Saint-Martin-de-Gurson
- Saint-Méard-de-Gurçon
- Saint-Michel-de-Montaigne
- Saint-Rémy
- Saint-Seurin-de-Prats
- Saint-Vivien
- Vélines
- Villefranche-de-Lonchat